# ممقصر
الممقصر هو كيان من سكان إسبانيا التي تنتمي إلى مقاطعة لاردة في منطقة قطلونية.